# Superficie browniana

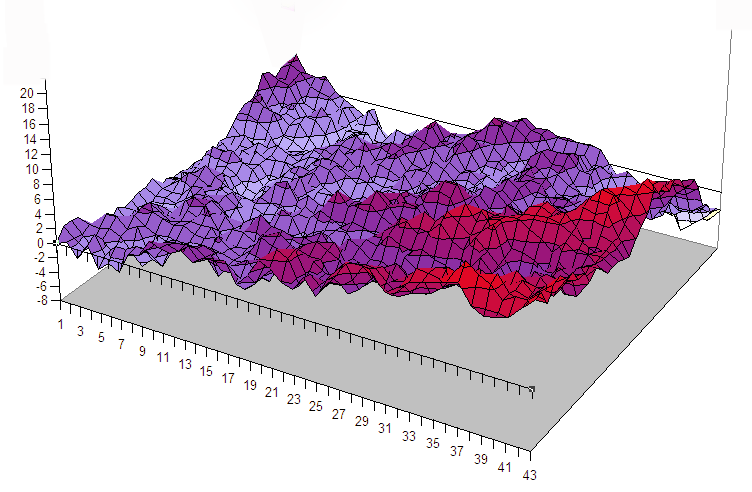
Una realizzazione tridimensionale della superficie Browniana

Una superficie Browniana è una superficie frattale generata tramite una funzione frattale.
Come per il moto Browniano, le superfici Browniane prendono il nome dal biologo inglese del XIX secolo Robert Brown.

## Esempio
Ad esempio, nel caso tridimensionale, in cui due variabili X e Y sono indicate come coordinate, la funzione Brawniana tra due punti qualsiasi ( x 1,   y 1 ) e ( x 2,   y 2 ) può essere calcolata per ottenere un valore medio (o atteso) che aumenta all'aumentare della distanza vettoriale tra ( x 1,   y 1 ) e ( x 2,   y 2 ). Vi sono, tuttavia, molti modi per definire la funzione. Ad esempio può essere utilizzato il moto Browniano frazionario variabile, oppure utilizzare varie funzioni di rotazione per ottenere superfici dall'aspetto più naturale.

## Generazione di superfici Browniane frazionarie
Per generare efficientemente superfici frazionarie Browniane si presentano significative difficoltà. Poiché la superficie Browniana rappresenta un processo gaussiano con una funzione di covarianza non stazionaria, si può usare il metodo di decomposizione di Cholesky. Un metodo più efficiente è il metodo di Stein, che genera un processo gaussiano stazionario ausiliario usando l'approccio di incorporamento circolare e quindi regola questo processo ausiliario per ottenere il processo gaussiano non stazionario desiderato. La figura seguente mostra tre modelli di tipiche superfici frazionarie Browniane, per valori diversi della rugosità o del parametro di Hurst. Questo parametro è sempre compreso tra zero e uno; i valori più vicini a uno corrispondono a superfici più lisce. Queste superfici sono state generate usando un'implementazione di Matlab del metodo di Stein.

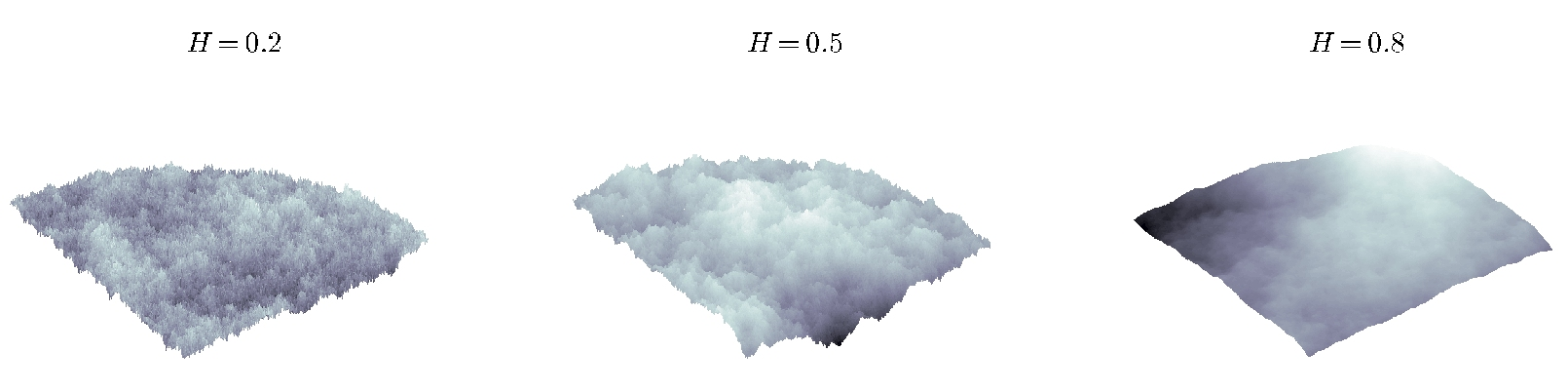
Superfici Browniane frazionarie per valori diversi del parametro Hurst. Maggiore è il parametro, più la superficie è liscia.